# Interviul (film din 2014)
Interviul (titlu original în engleză The Interview) este o comedie  politică americană din 2014, regizată de Seth Rogen și Evan Goldberg. Scenariul a fost scris de Dan Sterling, după o poveste de Rogen, Goldberg și Sterling. Rogen și James Franco interpretează rolurile a doi jurnaliști, care sub pretextul realizării unui interviu plănuiesc să-l asasineze pe dictatorul nord-coreean Kim Jong-un (jucat de Randall Park) .
În iunie 2014, conducerea Coreei de Nord a avertizat Statele Unite să nu lanseze filmul. Columbia Pictures a amânat lansarea de pe 10 octombrie pe 25 decembrie și a montat din nou filmul, pentru a-l face mai acceptabil pentru Coreea de Nord. În noiembrie, serverele companiei-părinte Sony Pictures Entertainment au fost sparte de către Guardians of Peace, un grup despre care FBI crede că are legături cu Coreea de Nord. După dezvăluirea câtorva filme viitoare ale companiei Sony și a altor informații interne sensibile, grupul a cerut ca Sony să renunțe la The Interview, pe care l-au calificat drept „filmul terorismului”. Pe 16 decembrie 2014, grupul Guardians of Peace a amenințat că aveau să urmeze atacuri teroriste împotriva cinematografelor care ar fi difuzat The Interview.
Pe 17 decembrie 2014, după o serie de anulări a difuzărilor în cinematografele din America de Nord din considerente de securitate, Sony a anulat lansarea filmului în cinematografe. Deși a anunțat că nu are planuri să lanseze filmul, Sony l-a făcut disponibil online prin închiriere la 24 decembrie, iar ziua următoare l-a lansat într-un număr restrâns de cinematografe.

## Distribuție
Rolurile principale
- James Franco în rolul lui Dave Skylark
- Seth Rogen în rolul lui Aaron Rapoport
- Lizzy Caplan în rolul lui Agent Lacey
- Randall Park în rolul lui Kim Jong-un[6]
- Diana Bang în rolul lui Sook[7]
- Timothy Simons în rolul lui Malcolm
- Anders Holm în rolul lui Jake
- Charles Rahi Chun în rolul lui General Jong

Cameo
- Eminem în rolul propriei persoane
- Rob Lowe în rolul propriei persoane
- Bill Maher în rolul propriei persoane
- Seth Meyers în rolul propriei persoane
- Joseph Gordon-Levitt în rolul propriei persoane
- Ben Schwartz în rolul publicistului lui Eminem